# بتمن در برابر رابین
بتمن در برابر رابین (انگلیسی: Batman vs. Robin) یک فیلم ویدئویی پویانمایی در سبک ابرقهرمانی به کارگردانی جی اولیوا است که در سال ۲۰۱۵ منتشر شد. از بازیگران آن می‌توان به استوارت آلن، جیسون اومارا، دیوید مک‌کالوم، ویرد ال یانکوویچ و شان ماهر اشاره کرد.